# Olaf Lubaszenko
Olaf Sergiusz Linde-Lubaszenko, más conocido como Olaf Lubaszenko (Breslavia o Breslavia, 6 de diciembre de 1968), es un actor de cine y teatro, director y productor polaco.

## Biografía

### Familia y estudios
Es hijo de Edward Linde-Lubaszenko, actor, y de Asja Łamtiugina, actriz, artista y poeta. Tiene una media hermana, Beata. Está divorciado de Katarzyna Groniec, actriz y cantante, con quien tiene una hija, Marianna Linde (1993). Desde 2006, tiene como pareja a Hanna Wawrowska.
Estudió sociología en la Universidad de Varsovia (1986-1987) y luego teología católica en la Academia Teológica Cristiana, sin embargo no terminó sus estudios.

### Carrera
Debutó como actor a los 13 años de edad en la serie de televisión Życie Kamila Kuranta (La vida de Kamil Kurant). Trabajó en decenas de filmes, incluyendo Krótki film o Miłości (No amarás, 1988), dirigida por Krzysztof Kieślowski. Por esta película, Lubaszenko fue galardonado con el premio del festival "Las estrellas del mañana" en Ginebra (Suiza) en 1989. Además, se desempeñó como asistente de dirección de Kieślowski en cuatro de los diez episodios de la serie para la televisión llamada Dekalog (El decálogo). En 1997 realizó su primer filme, Sztos (La batería), que llevó a muchos espectadores a las salas de cine polacas. Desde entonces, ha dirigido tres comedias que han tenido éxito con el público. Por el papel de Jura Baran, en el drama Zabić Sekala (Matar a Sekal, 1998), recibió el Premio de Cine Polaco al mejor actor (1999). Desde 2001 ha sido miembro de la Academia de Cine Europeo y, en la actualidad, es considerado uno de los cineastas más populares de su país.

## Filmografía seleccionada
Actor
- 1982 Życie Kamila Kuranta ("La vida de Kamil Kurant") - director: Grzegorz Warchoł
- 1988 Krótki film o Miłości ("No amarás") - director: Krzysztof Kieślowski
- 1988 Dekalog VI ("El decálogo: 6") - director: Krzysztof Kieślowski
- 1988 Dekalog X ("El decálogo: 10") - director: Krzysztof Kieślowski
- 1991 Kroll - director: Władisław Pasikowski
- 1992 Psy ("Los perros") - director: Władisław Pasikowski
- 1993 Schindler's List ("La lista de Schindler") - director: Steven Spielberg
- 1994 Les Amoureux ("Los amantes") - director: Catherine Corsini
- 1998 Zabić Sekala ("Matar a Sekal") - director: Vladimir Michálek
- 1999 Töchter des Glücks ("Las hijas de la felicidad") - director: Márta Mészáros
- 2001 Edges of the Lord ("Hijos de un mismo dios")- director: Yurek Bogayevicz
- 2002 Tam i z powrotem ("Y regreso") - director: Wojciech Wójcik
- 2002 E=mc2 - director: Olaf Lubaszenko
- 2003 Jest sprawa... ("La cuestión es...") - Olaf Lubaszenko

Director
- 1997 Sztos ("La batería")
- 2000 Chłopaki nie płaczą ("Los chicos no lloran")
- 2000 Skarb sekretarza ("Secretario del tesoro")
- 2001 Poranek Kojota ("La mañana de un coyote")
- 2002 Król przedmieścia ("El rey de los suburbios")
- 2002 E=mc2
- 2003 Jest sprawa... ("La cuestión es...")
- 2004 Kosmici ("Los extranjeros")
- 2006 Faceci do wzięcia ("Muchachos, a tomar") - serie de televisión (capítulos 20-22, 24, 27-28)
- 2008 Drugi sztos ("El segundo golpe")